# Irkab-Damu
Irkab-damu (Ebla, ... – ...; fl. XXIV secolo a.C.) è stato il penultimo re (en) del primo regno di Ebla, importante centro politico e commerciale dell'antica Siria.
Irkab-Damu, regnò negli ultimi anni del primo regno Eblaita circa dal 2347 al 2336 a.C. (quindi circa 11 anni). Durante il suo regno, il ruolo del gran visir divenne sempre più fondamentale nella direzione dell'economia del regno e dell'esercito. Altra caratteristica del regno di Ikab-Damu, saranno i fittismi scambi diplomatici con le città ed i regni dall'alta Mesopotamia.

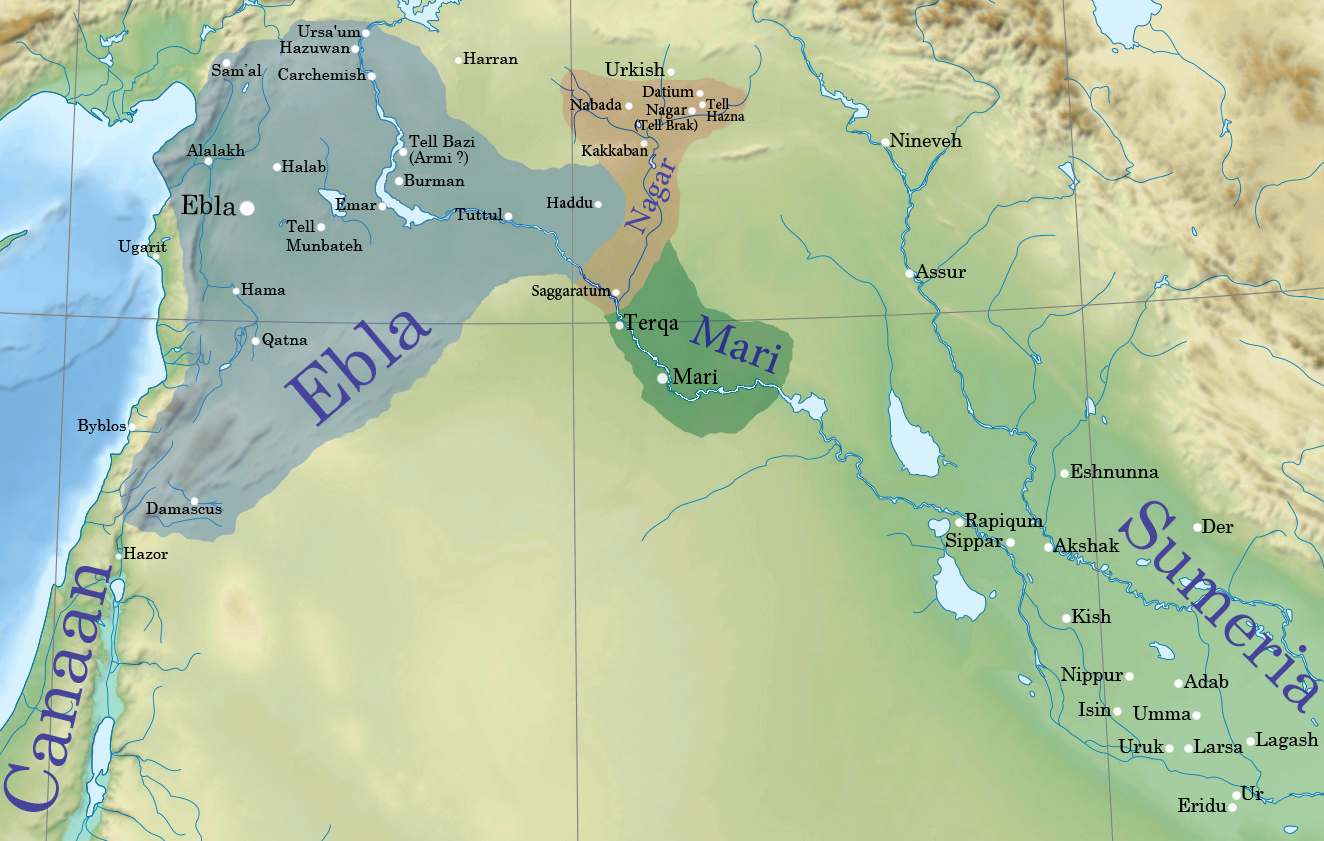
Regno eblaita al termine del regno di Irkab-Damu

## Regno
Irkab-damu succedette al padre Igrish-Halam, il cui regno fu caratterizzato dalla debolezza militare di Ebla che era tenuta a pagare un tributo al regno di Mari. Irkab-Damu iniziò il suo regno concludendo un trattato di pace e commerciale con il regno di Abarsal (probabilmente situato lungo il fiume Eufrate a est di Ebla), uno dei primi trattati registrati nella storia. Ogni anno Ebla rendeva omaggio ai notabili marioti con doni in oro e preziosi e, questo tributo fu versato anche nei primi anni sul trono di Irkab-Damu. Successivamente Irkab-Damu cercò di ridurre il peso dell'influenza mariota sul suo regno e ridusse progressivamente il valore del tributo. Una lettera di Enna-Dagan re di Mari, trovata dagli archeologi italiani a Ebla, contiene una protesta del re mariota sulla esiguità del tributo versato ed una implicita minaccia di ritorsioni militari, attraverso un elenco delle vittorie e delle conquiste conseguite dai predecessori di Enna-Dagan a danno di Ebla.

### Espansione
La lettera però non sortì l'effetto sperato in quanto Irkab-Damu lanciò una controffensiva militare di successo contro Mari, anche grazie alle alleanze che aveva stretto con altre città vicine, e smise di versare il tributo. Egli così ampliò i confini di Ebla fino alla loro massima estensione e si trovò a controllare un'area delle dimensioni di circa la metà della moderna Siria. Metà di questo territorio era sotto il controllo diretto del re e amministrata dai governatori, mentre il resto consisteva in regni vassalli che pagavano tributi e fornivano assistenza militare a Ebla, in caso di guerra. Una tavoletta ritrovata a Ebla menziona una vittoria eblaita sulla città di Nagar, ricco e potente centro commerciale fluviale, molto probabilmente conseguita durante il regno di Irakb-Damu. La stessa tavoletta menziona la firma di un nuovo trattato con Enna-Dagan. Irkab-Damu nominò Arrukum visir di Ebla. Questi mantenne il suo incarico per cinque anni, e fece sposare suo figlio Ruzi-Malik con la principessa Iti-Mut, la figlia del re.
La diplomazia era una parte importante della politica di Irkab-Damu, una tavoletta di argilla trovata negli archivi di Ebla, reca una copia di un messaggio diplomatico inviato da Ebla al re Zizi della città di Hamazi, assieme ad una grande quantità di legno, salutandolo come un fratello e chiedendogli di inviare mercenari in cambio. Doni dell'antico Egitto sono stati scoperti nel palazzo reale, indicando le relazioni di vasta portata di Ebla, che è descritta da Karl Moore come la prima potenza mondiale della storia.

## Famiglia e successione
Irkab-Damu era figlio di Igrish-Halam e della regina Kesdut. Governò per undici anni, rimase vedovo nei primi anni di regno, senza avere avuto figli dalla defunta regina. Nel quinto anno del suo regno scelse Dusigu, la sua concubina più giovane, come sua favorita. Per una strana coincidenza i tre protagonisti di questa storia morirono tutti nello stesso anno, prima Arrukum/ArruLUM che fu sostituito da un alto funzionario della corte eblaita, Ibrium (parente di Dusigu), poi Irkab-Damu ed infine l'antagonista re maiota Enna-Dagan (circa nel 2336 a.C.). Dusigu riuscì a far eleggere suo figlio Išar-damu al trono di Ebla, nonostante fosse figlio di una concubine, avesse solo sei anni ed avesse fratellastri più grandi. Il nuovo gran visir Ibrium, che ha aveva già condotto una vittoriosa campagna militare contro Abarsal durante il mandato del gran visir Arrukum, divenne il più importante funzionario di Ebla durante il regno del nuovo re Išar-damu.